# سلفادور مارتينيز بيريز
سلفادور مارتينيز بيريز (بالإسبانية: Salvador Martínez Pérez)‏ هو كاهن كاثوليكي مكسيكي، ولد في 26 فبراير 1933، وتوفي في 2 يناير 2019 في إيرابواتو في المكسيك.